# イッテンフエダイ
イッテンフエダイ（学名：Lutjanus monostigma）は、フエダイ科に分類される魚類の一種。インド太平洋に分布し、サンゴ礁や岩礁に生息する。黄色の鰭と体側面の黒斑が特徴である。シガテラ毒を有する可能性があり、日本では流通はされていない。

## 分類と名称
1828年にフランスの動物学者であるジョルジュ・キュヴィエによって Mesoprion monostigma として記載され、タイプ産地はセーシェルであった。種小名は「一つの斑点」を意味し、体側面の斑点を示している。onespot seaperch、Moses snapperなどの英名がある。沖縄ではヒシヤマトビーと呼ばれている。

## 分布と生息地
紅海から南アフリカのソドワナ湾までの東アフリカ沿岸から、ペルシャ湾、インド洋の島々、インド南東部とスリランカ、東南アジアを通り、東はマルキーズ諸島およびライン諸島、北は南西諸島、南はオーストラリアまで、インド太平洋に広く分布する。日本では南日本の太平洋岸で散発的に見られ、主に南西諸島に分布する。オーストラリアでは西オーストラリア州のジェラルトンから、北部を通ってジャービス湾まで、クリスマス島、ティモール海のアシュモア・カルティエ諸島、タスマン海のロード・ハウ島にも分布する。成魚は水深1-60mのサンゴ礁、岩礁に生息する。幼魚は河川にも進出する。

## 形態
体高は比較的高く、体長は体高の2.6-3.0倍。頭部背側の輪郭は緩やかで、前鰓蓋骨には弱い切れ込みと突起がある。鋤骨歯は三日月形に並び、後方には突き出さない。舌に歯は無い。背鰭は10棘と13-14軟条から、臀鰭は3棘と8-9軟条から成る。背鰭と臀鰭の後部は丸みを帯びるか、角張っている。胸鰭は15-17軟条から成り、尾鰭は截形か弱い湾入形。全長は通常50cm、最大で60cm。体色は赤褐色または灰色で、鰭は黄色から橙色であり、体側面後部には黒い斑点がある。成長に伴って斑点は小さくなり、形状は楕円形に近づく。

## 生態
夜行性の肉食魚であり、主に魚類を、また底生の甲殻類も捕食する。通常は単独で生活するが、小さな群れを作ることもある。パプアニューギニア沖では、雌の半数が全長32cm、生後3年で性成熟する。寿命は最長で13年。

## 人との関わり
オセアニアでは商業漁業の重要な対象種である。主に鮮魚として販売され、釣り、かご網漁、刺し網で漁獲される。シガテラ毒を保有することが知られており、特にツバルでは多い。分布は広く、漁業の少ない海域では依然として個体数が多いため、国際自然保護連合のレッドリストでは低危険種とされている。日本では沖縄で漁獲されることがあるものの、シガテラ毒の危険性から流通は禁止されている。